# Еськов, Дмитрий Павлович
Дми́трий Па́влович Есько́в (10 июня 1922 — 23 февраля 2000) — советский офицер, танкист-ас, участник Великой Отечественной войны, почётный гражданин городов Орла и Юхнов.
За время Великой Отечественной войны на боевом счету Д. П. Еськова — 11 подбитых и уничтоженных танков и штурмовых орудий противника.

## Биография

### Ранние годы
Родился 10 июня 1922 года в деревне Устье-Лески Малоархангельского уезда Орловской губернии (ныне Покровский район Орловской области) в крестьянской семье. Русский. В октябре 1940 года после окончания Дросковской средней школы с отличием поступил в Орловское бронетанковое училище им. М. В. Фрунзе.

### В годы Великой Отечественной войны
В связи с началом Великой Отечественной войны курс училища был сокращён, и 19-летний лейтенант Д. П. Еськов назначен командиром танка Т-34 49-й отдельной танковой бригады, сформированной в Удмуртии. С 1 декабря 1941 года бригада в составе 16-й армии Западного фронта участвовала в контрнаступлении под Москвой. За боевые действия получил благодарность от командира части.
В феврале 1942 года лейтенант Д. П. Еськов получил под своё командование взвод танков Т-34 в 438-м отдельном танковом батальоне 49-й армии. Участвовал в Калужской операции в боях за город Юхнов. За один день боёв сумел уничтожить 4 ПТО, один миномёт, 3 огневые точки и до 50 солдат и офицеров противника. В этом же бою его танк был подбит, и в течение четырёх суток не выходил из подбитого танка, ведя бой вместе со своим экипажем. Был дважды ранен, и после госпиталя, получил орден Красного Знамени (26 марта 1942), звание старшего лейтенанта и назначение на командира роты тяжёлых танков КВ-1 34-й отдельной танковой бригады.
В августе 1942 года в составе 31-й армии принимал участие в Ржевско-Сычёвской операции, за что был награждён орденом Красной Звезды. Член ВКП(б).
Зимой 1942/1943 годов командир 3-й танковой роты 13-го отдельного гвардейского танкового полка прорыва Калининского фронта гвардии капитан Д. П. Еськов участвовал в боях под Великими Луками. С 7 по 11 января 1943 года танковая рота Д. П. Еськова совместно с частями 381-й стрелковой дивизии вела оборонительные бои в районе Гребнево, Михали, в 11 км северо-восточнее Новосокольников, отразив четыре атаки без потерь и уничтожив при этом 4 танка, одно штурмовое, одно артиллерийское и одно зенитное орудия, а также до 100 солдат и офицеров противника. За этот эпизод 17 февраля 1943 года командование 13-го отдельного гвардейского танкового полка прорыва и 381-й стрелковой дивизии представило Д. П. Еськов к ордену Красной Звезды (награждён согласно приказу по частям 381-й стрелковой дивизии от 20 февраля 1943).
16 января был освобождён город Великие Луки. Оказывая поддержку наступающим советским частям, танковая рота Д. П. Еськова уничтожила до 70 дзотов, 6 ПТО и до 200 солдат и офицеров противника. Командование 13-го отдельного гвардейского танкового полка прорыва представило Д. П. Еськова к ордену Красного Знамени. По оценке командира бригады гвардии подполковника Галкина и начальника штаба гвардии майора Шевцова, «Еськов… показал себя как волевого, отважного, дисциплинированного командира… проявил исключительную храбрость, инициативу и умение руководить подразделением в бою… лично находился в боевых порядках пехоты, руководил танками в бою и водил пехоту в атаку.» Однако руководство решило иначе, и 25 января 1943 года Д. П. Еськов был награждён орденом Александра Невского № 2183.
К лету 1943 года 13-й отдельный гвардейский танковый полк прорыва перевели на Брянский фронт в район Новосиля, где он принял участие в Курской битве. За участие в Орловской наступательной операции Д. П. Еськов награждён вторым орденом Красного Знамени.
Боевой путь полка пролёг через Брянскую область, Белоруссию, где Д. П. Еськов был снова ранен, затем участвовал в освобождении города Умань (Украина). В 1944 году заместитель командира полка Д. П. Еськов награждён орденом Отечественной войны I степени.
При освобождении Прибалтики Д. П. Еськов был снова тяжело ранен, в результате чего находился на излечении в Главном военном госпитале им. Н. Н. Бурденко. Затем вернулся в полк.
За время Великой Отечественной войны на боевом счету Д. П. Еськова 11 подбитых и уничтоженных танков и штурмовых орудий противника, 17 артиллерийских орудий и более 200 солдат и офицеров. Сам был ранен четырежды.

### Послевоенные годы
После войны решил продолжить учёбу. Окончил командирский факультет Бронетанковой академии им. И. В. Сталина, после чего направлен в Орловское бронетанковое училище им. М. В. Фрунзе (город Ульяновск). В 1952 году присвоено звание полковника.
С 1965 по 1975 год работал начальником первого отдела управления кадров тыла МО СССР, затем советником командира танковой бригады в Афганистане. После увольнения участвовал в патриотическом воспитании подрастающего поколения, издал книгу «Танкисты в боях за Орёл» (1983). 15 июля 1993 года присвоено звание «Почётный гражданин г. Орла».
Умер 23 февраля 2000 года в Москве.

## Награды и звания
- два ордена Красного Знамени (26 апреля 1942[4]; 1943)
- Орден Александра Невского № 2183 (25 января 1943[6])
- орден Отечественной войны I степени (1944)
- два ордена Красной Звезды (1942, 20 февраля 1943[5])
- медали, в частности медаль «За боевые заслуги» и «За оборону Москвы»
- Почётный гражданин городов Орла (15 июля 1993) и Юхнов[2]

## Труды
- Еськов Д. П. Танкисты в боях за Орёл: [13-й гвардейский тяжелый танковый полк]. — Тула: Приокское книжное издательство, 1983. — 160 с. — 30 000 экз.
- Еськов Д. П. Атаки яростные те // На земле, в небесах и на море. — М.: Воениздат, 1987. — (Рассказывают фронтовики, 1941—1945). — Вып. 9. — 464 с. — С. 72.

## Документы
- ЦАМО, опись 682525, дело 429, лист 163.
- Наградной лист лейтенанта Д. П. Еськова с представлением к ордену Красного Знамени от 26 марта 1942 года. ОБД «Подвиг Народа», номер записи в базе данных: 11497056
- Наградной лист гвардии капитана Д. П. Еськова с представлением к ордену Красного Знамени от 1 января 1943 года. ОБД «Подвиг Народа», номер записи в базе данных: 10894042 (награждён орденом Александра Невского)
- Наградной лист гвардии капитана Д. П. Еськова с представлением к ордену Красной Звезды от 17 февраля 1943 года. ОБД «Подвиг Народа», номер записи в базе данных: 150526838